# Ševcova skala
Ševcova skala je přírodní rezervace v katastrálním území obce Brezová pod Bradlom v okrese Myjava v Trenčínském kraji na Slovensku. Území bylo vyhlášeno v roce 1999 a jeho rozloha je 16,34 hektaru. Předmětem ochrany je lokalita s výskytem prvosenky lysé (Primula auricula) na území chráněné krajinné oblasti Malé Karpaty.